# Swetlana Andrejewna Iwanowa

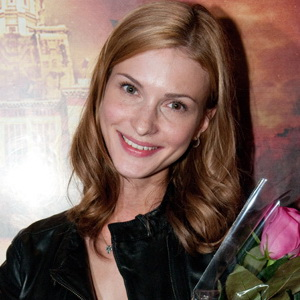
Swetlana Andrejewna Iwanowa (2010)

Swetlana Andrejewna Iwanowa (russisch Светлана Андреевна Иванова, wissenschaftliche Transliteration Svetlana Andreevna Ivanova; * 26. September 1985 in Moskau, RSFSR, Sowjetunion) ist eine russische Schauspielerin.

## Leben
Iwanowa wurde am 26. September 1985 in Moskau geboren. 2006 machte sie ihren Abschluss am Gerassimow-Institut für Kinematographie und lernte außerdem ihren späteren Lebenspartner kennen, mit dem sie 2012 Mutter einer Tochter wurde. Wenig später trennte sich das Paar. Bereits 2011 lernte sie den usbekisch-russischen Filmschaffenden Dschanik Chabibullajewitsch Faisijew kennen, mit dem sie 2018 ein weiteres Kind bekam. Seit 2020 sind Iwanowa und Faisijew verheiratet.

## Karriere
Nach ersten kleineren Rollen Anfang der 2000er Jahre und einer Nebenrolle im 2005 erschienenen Filmdrama Die Neunte Kompanie übernahm sie 2006 die weibliche Hauptrolle im Film Franz + Polina. 2010 spielte sie die Hauptrolle der Marina im Fantasy-Film Dark World – Das Tal der Hexenkönigin. Von 2016 bis 2018 wirkte sie in der Fernsehserie Small-Time Traders mit. Rollenbesetzungen erhielt sie außerdem in den Filmen Blackout (2019) und Wächter der Galaxis (2020).

## Filmografie (Auswahl)
- 2004: Прощальное эхо (Proschtschalnoje echo, Miniserie)
- 2005: Die Neunte Kompanie (9 рота 9 rota)
- 2006: Франц + Полина (Franz + Polina)
- 2006: Four Taxidrivers and a Dog 2 (Четыре таксиста и собака 2 Tschetyre taksista i sobaka 2)
- 2006: Настоящий Дед Мороз (Nastojaschtschi Ded Moros)
- 2009: Вербное воскресенье (Werbnjoe woskresenje, Fernsehserie, 9 Episoden)
- 2009: Журов (Schurow, Fernsehserie, 11 Episoden)
- 2010: Dark World – Das Tal der Hexenkönigin (Тёмный мир Tjomny mir)
- 2012: Грач (Gratsch, Fernsehserie, 12 Episoden)
- 2013: Legend No. 17 (Легенда № 17 Legenda No. 17)
- 2013: I Give You My Word (Частное пионерское Tschastnoje pionerskoje)
- 2013: Spies (Разведчицы Raswedtschizy, Fernsehserie, 9 Episoden)
- 2015: How I Became Russian (Как я стал русским Kak ja stal russkim)
- 2016: Geroy – Der Held (Герой Geroi)
- 2016: Следователь Тихонов (Sledowatel Tichonow, Miniserie, 18 Episoden)
- 2016: Close Your Eyes (Закрой глаза Sakroi glasa)
- 2016: Thriller's Family (Семейка Триллера Semeika Trillera)
- 2016–2018: Small-Time Traders (Челночницы Tschelnotschnizy, Fernsehserie, 32 Episoden)
- seit 2018: Trigger (Триггер Trigger, Fernsehserie, 32 Episoden)
- 2019: Blackout (Аванпост Awanpost)
- 2020: Wächter der Galaxis (Вратарь галактики Wratar galaktiki)
- 2021: The Cathedral (Собор Sobor, Fernsehserie, 12 Episoden)
- 2022: Обоюдное согласие (Obojudnoje soglasie, Miniserie, 6 Folgen)